# Белое Море (населённый пункт)
Белое Море — населённый пункт в Кандалакшском муниципальном районе Мурманской области, у одноимённой железнодорожной станции. Входит в городское поселение Кандалакша.

## География
Включён в перечень населенных пунктов Мурманской области, подверженных угрозе лесных пожаров.

## История
Посёлок Белое Море ведёт свою историю с 1969 года, но официально он зарегистрирован только 14 июля 1971 года. Значительно раньше, а именно с 1928 года функционирует железнодорожная станция Белое Море, которая теперь входит в состав посёлка. Население на 2007 год составило 850 человек. Весь жилфонд — благоустроенный.

## Население
| 2002 | 2010 |
| ---- | ---- |
| 767  | ↘660 |

Численность населения, проживающего на территории населённого пункта, по данным Всероссийской переписи населения 2010 года составляет 660 человек, из них 318 мужчин (48,2 %) и 342 женщины (51,8 %).

## Экономика
Основным градообразующим предприятием является ЗАО «Беломорская нефтебаза», которая обеспечивает посёлок комплексом коммунальных услуг. Нефтебаза предназначена для приёма нефтепродуктов с железной дороги, хранения их в резервном парке и отгрузке через морской порт Витино на танкерный флот.

## Инфраструктура
Посёлок имеет развитую социальную инфраструктуру: среднюю школу, детский сад, Дом культуры, библиотеку, фельдшерско-акушерский пункт, почтовое отделение связи, отделение сбербанка, несколько продуктовых и хозяйственных магазинов.